# Jamo
Jamo var en dansk producent af højttalere.
Virksomheden blev grundlagt i 1968 af Preben Jacobsen og hans svoger, Julius Mortensen. Firmanavnet er afledt af stifternes efternavne.  Jacobsen – Mortensen. På et tidspunkt beskæftigede Jamo mere end 600 medarbejdere på fabrikken i Glyngøre og omsatte for et trecifret millionbeløb, og Jamo var i 1994 Europas største højttalerproducent. I 1998 havde virksomheden produceret og solgt over 11,5 mio. enheder. I 2002 blev erhvervsmanden Anders Høiris ansat som direktør for at vende udviklingen er faldende salgstal. Da dette ikke lykkedes og FSN Capital trak sig som investor overgik ejerskabet til Jyske Bank. Høiris opsagde herefter sin stilling. Produktionen har siden 2004 været placeret i Kina. 
Jamo blev i 2005 overtaget af amerikanske Klipsch Audio Technologies, hvilket Høiris havde arrangeret inden sin afgang. I 2006 flyttedes udviklingsafdelingen til Viborg.
I 2009 lukker Klipsch sin afdeling i Viborg, fordi de vil samle alle deres højtalermærker i Indianapolis, USA.  I 2011 blev Klipsch overtaget af amerikanske Audiovoxx, som ved den lejlighed skiftede navn til Voxx International Corporation.